# Unmensch
Unmensch ist ein Soloalbum des Schweizer Rappers Gimma, das am 14. Mai 2010 über das Musiklabel EquipeMusic veröffentlicht wurde. Es handelt sich um das siebte vollständige Album und um die vierte kommerzielle Veröffentlichung des Rappers. Unmensch wurde zum grössten Teil von den Hip-Hop-Musikern Shuko und Sad produziert.

## Hintergrund und Idee
Gian-Marco Schmid, wie der Rapper mit bürgerlichem Namen heisst, wurde zu Zeiten seiner ersten auf primitivem Equipment erarbeiteten Lieder vor allem durch harte und provokante Texte bekannt. Einige seiner Veröffentlichungen wurden sogar von der SUISA verboten. Der Durchbruch gelang Gimma 2006 mit dem Album I gega d’Schwiiz. Im Folgejahr erschien Panzer, welches in die Top 10 der Schweizer Album-Charts gelangen konnte.
Im Jahr 2008 entschied sich der Rapper dafür, kein Soloalbum zu veröffentlichen. Stattdessen führte er mehrere Projekte mit den Oschtblock Kuabuaba durch, wie etwa das Album America is Back. Zudem arbeitete er für eine gewisse Zeit mit dem Musikproduzenten Claud zusammen, wobei das Album Iisziit erschien, welches sich durch ruhige und melancholische Lieder mit sentimentalen Texten auszeichnet.
2009 wurde Hippie veröffentlicht. Die eher harmlosen Texte und die Verwendung von Stilelementen aus der Popmusik sorgten für viel Kritik aus Fankreisen und später sogar von Gimma selbst. Auf dem Album Unmensch wollte der Rapper „zu seinen Wurzeln zurückkehren“ und bewusst wieder harte Texte einsetzen, um sich von Hippie zu distanzieren. Hinter dem Album stecke „das Verlangen, sich wegen „Hippie“ zu entschuldigen“. Auch sollen die Leute nicht den Eindruck erhalten, dass es sich bei Gimma um „den neuen Baschi“ handle.

## Entstehung
Unmensch war ursprünglich als EP geplant. Diese solle Lieder enthalten, welche musikalisch und textlich nicht auf Hippie gepasst hätten. Als während den Vorbereitungen durch einen „Motivationsschub“ weitere Lieder entstanden, ergänzte Gimma das Werk zu einem vollständigen Album.
Im Vorfeld der Veröffentlichung veröffentlichte Gimma auf Facebook die Titel von 29 Liedern, die das Rohmaterial für das Album bildeten, und liess die Fans ihre Favoriten für das fertige Album auswählen.
Das Album wurde von Lou Geniuz im g’cookin Studio in Chur sowie von Sad in Bern aufgenommen. Danach wurden die Lieder von Jan Stehle im Studiomamma in Münchenbuchsee abgemischt. Den letzten Entwicklungsprozess, das Mastering führte Oli Bösch im Livingroomstudio in Bern durch. Laut Aussage des Rappers deckten die Kosten für Unmensch nur einen Drittel des Budgets. Als Vertrieb der CD zeigt sich Muve Recordings verantwortlich, das Management und Booking erfolgt durch Pleasure Productions.

## Titelliste
1. Intro – 1:04
2. Morgarot – 4:07
3. Vampir – 3:06
4. Antihelda – 4:08
5. Besti wos je hätz gitz (feat. Ali de Bengali & Orange) – 3:51
6. Unmensch – 3:43
7. Alpha Beta – 3:42
8. Dä stinkt (Skit) – 0:11
9. DWS 1 (feat. Gerard MC) – 0:48
10. DWS 2 – 1:08
11. Vize-Ex Miss Schweiz – 3:22
12. QRCT 7000 – 3:00
13. Megaphon – 2:53
14. Brittany Murphy (Skit) – 0:29
15. I warta (feat. Momo) – 3:35
16. I bin nid schuld (feat. Semantik) – 3:41
17. Cazzoman's drive by Fucking (mit Hidden Track) – 17:18

## Texte
Wie bei früheren Veröffentlichungen verwendet Gimma auf Unmensch einen sehr direkte Sprache, viele Fluchausdrücke und obszöne Wörter. In mehreren Titeln kommt Battle-Rap zum Einsatz, bei dem der Rapper Hasser und Neider verbal angreift. Weitere Lieder äussern Gimmas Desinteresse gegenüber Medien und Kritik oder stellen den Musiker beabsichtigt extrem positiv dar. Zu den eher melancholischen Stücken zählen I warta und Vize Ex-Miss Schweiz, wobei letzteres dem Model und früheren Vize-Miss Schweiz Xenia Tchoumitcheva, einer guten Freundin Gimmas, gewidmet ist.
Der Songtitel Besti wos je hätz gitz entspricht nicht der dem Schweizerdeutschen Bezeichnung für Die Besten, die es je gegeben hat. Es handelt sich um eine falsch ausgesprochene Version der eigentlichen Übersetzung. Bei einer Partyreportage von Telebasel wurden mehrere Teilnehmer nach ihrer Meinung zur Veranstaltung befragt, wobei ein Immigrant die Worte unbewusst so aussprach. Der Satz wurde innerhalb schnellster Zeit landesweit bekannt und geniesst mittlerweile eine hohe Popularität unter Jugendlichen. Für den Refrain des Stücks wird der originale Ausschnitt aus der Reportage als Scratch eingesetzt.
Der Hidden Track am Ende des Albums ist ein 9-minütiger Remix von Alpha Beta, an dem unter anderem Kutti MC und Gerard MC beteiligt sind.

## Produktion und Musik
Hauptproduzent von Unmensch ist der Deutsche Shuko. Er schuf die musikalische Untermalung der Titel Morgarot, Besti wos je hätz gitz, Unmensch, Megaphon und I bin nid schuld, des Weiteren war er als Co-Produzent an dem Stück Vize-Ex Miss Schweiz beteiligt. Sad zeigt sich für die musikalische Produktion der Lieder Vampir, I warta und Cazzoman's drive by fucking verantwortlich. 7inch arbeitete für den Titel Vize-Ex Miss Schweiz mit Shuko zusammen, Gunna tat dasselbe für Unmensch. Ausserdem produzierte Max Miles die beiden Stücke DWS Teil 1 und 2. Alpha Beta stammt von Boobrez Beats und Antihelda von Yvan. Zuletzt wurde QRCT 7000 von Gimma selbst produziert.
Für das Lied I warta wurde eine Gitarre von Roger Massimo eingespielt. In Unmensch stammt das Instrument von Simon Schneider. Nico Nkozuscheck war an demselben Titel als Keyboarder beteiligt.

## Vermarktung

### Promotionslieder
Im Vorfeld der Albumveröffentlichung wurde der Titel Megaphon kostenlos im Internet veröffentlicht. Des Weiteren war auch das Lied Morgarot schon vor dem Erscheinen von Unmensch auf der offiziellen MySpace-Seite Gimmas zu hören. Im April wurde kurzzeitig bekanntgegeben, dass vier Titel gratis zur Verfügung gestellt würden, sofern sich auf Facebook 2000 Menschen als Gimma-Fans bekanntgeben. Die Aktion wurde zurückgezogen.

### Videos
Als erstes Lied wurde der Titelsong Unmensch als Musikvideo realisiert. Der Clip wurde von Rafael Bolliger in Bern gedreht. Die Kamera befand sich dabei an einem Helm den der Rapper trug, so ist das gesamte Video aus der Sicht Gimmas dargestellt. In dem Clip bewegt sich Gimma als Unmensch durch Bern und begeht diverse Straftaten und Albernheiten. So stiehlt er im Supermarkt, entwendet verschiedene Fahrzeuge, zettelt Schlägereien an, brennt eine Tankstelle nieder, zerkratzt ein geparktes Auto, wirft Leute in die Aare und legt sich schlussendlich mit einer Strassenbande an. Am Ende des Videos wird er von den Mitgliedern der Gang auf der Kirchenfeldbrücke gestellt.

### Tour
Zu Unmensch wurde keine Konzerttournee veranstaltet. Stattdessen absolvierte Gimma nur einen einzigen Live-Auftritt am Openair Frauenfeld 2010, welcher zugleich die Plattentaufe war. Im Interview erklärte der Rapper: „…ich bin momentan einfach nicht so motiviert Konzerte zu geben. Das gehört nicht zu meiner Lieblingsbeschäftigung. Aber den Aufrtitt am Sonntagmorgen, als erster Act spielte ich schon mehrmals und ich finde ihn super! Es stehen jeweils die kaputtesten der kaputtesten Zuhörer vor der Bühne - aber eine riesen Stimmung. […] Im Herbst gibt es dann aber eine Tour - versprochen!“

## Rezeption

### Erfolg
Unmensch stieg am 30. Mai 2010 auf Platz 13 der Schweizer Album-Charts ein und erreicht somit dieselbe Klassifizierung wie das Durchbruchsalbum I gega d'Schwiiz. In der folgenden Zeit fiel das Album auf die Positionen 31, 43 und 71 zurück, ehe es nach vier Wochen die Charts verliess. Unmensch konnte somit nicht an den Verkaufserfolg früherer Rap-Alben Gimmas anknüpfen.

### Kritik
Das Album wurde von den Kritikern positiv aufgenommen. Diese sprechen Gimma vor allem solide Fähigkeiten bezüglich harter und aggressiver Texte und ein gelungenes Comeback in der Hip-Hop-Welt zu.

„Das Comeback des vermutlich kontroversesten Schweizer Rappers und die damit verbundene Rückkehr zur alten “Scheiss drauf”-Attitüde ist durchaus als gelungen zu bezeichnen. Egal was man von Gimma als Person und seinen regelmässigen Auftritten in der Boulevardpresse halten mag, musikalisch und als Entertainer vermag er mit Unmensch zu unterhalten, an die Zeiten von I gega d Schwiiz oder Panzer anschliessen, und somit mit dem Megaphon an den Lippen ab dem 14. Mai seinen Platz im Rapgame zurückerobern.“

„«Unmensch» macht da weiter, wo er mit «Panzer» 2007 aufhörte. Die Raps sind Ohrfeigen, denn hier wird geflucht, provoziert, ausgeteilt. GIMMA mit dem teuflischen Lachen zeigt der Schweiz den Stinkefinger. Was früher vom Seelendoktor als Verhaltensauffälligkeiten einer widersprüchlichen Persönlichkeit notiert wurde, bricht nun wieder voll durch, seine Wut auf die äusseren Umstände. […] GIMMA macht also nicht da weiter, wo sonst erfolgreiche Rapper dem Publikum Zucker geben, indem sie Pop in Raps einfliessen lassen. Nein, GIMMA nimmt seine Mitmusiker SHUKO, YAN und SAD in den dunklen Wald und wütet wild. Da hat’s viel Schatten und dem einen oder anderen Hörer geht’s zwischen all dem akustischen Schmerz und der Wut wohl zu weit. In der Zeit der kommenden Openairs mit Schlamm und Erotik wird GIMMAs «Unmensch» die Massen wieder im Griff haben.“

## Illustration
Das Cover zeigt Gimma mit einem schwarzen Kapuzenpullover im rechten Teil des Bilds. Die Grenzen zwischen dem Pullover und dem dunklen Hintergrund sind teilweise nicht mehr erkennbar. Der Rapper wischt sich mit der linken Hand über das Gesicht, die Hand und das Gesicht sind schmutzig und blutverschmiert. Im linken Teil des Bildes ist eine nach rechts hin zerrissene Papierwand zu sehen, in die eine Zielscheibe eingearbeitet ist. Wie auch schon bei Panzer wurde zudem ein abgeänderter Warnhinweis mit der Beschriftung Gimma wird empfohlen ab 18 Jahren in der unteren linken Ecke platziert. Der Gimma-Schriftzug und der Albumtitel sind in Weiss gehalten und weisen rote Verfärbungen auf, welche an Blut erinnern. Auch auf dem Backcover und im Booklet ist die Schrift so dargestellt.
Das achtseitige Faltbooklet enthält die Credits zu den einzelnen Liedern, eine Danksagung, einen „Gruss aus der Hölle“ sowie die Credits zum Album. Fotos zeigen den Rapper in einem Kellergewölbe, wie er mit einem Kohlestück an die Wände schreibt. Auch eine metallene Hockeymaske taucht mehrfach auf.
Für die Grafik und das Artwork zeigt sich Michi „MM75“ Lüthi verantwortlich. Die Fotos wurden von Eveline Frey und Janosh Abel geschossen. Die Maskenbildnerei stammt von Gaby Proyer.